# David Stein
 (septembre 2013).
Pour les articles homonymes, voir Stein.
David Stein, pseudonyme d'Henri Abel Abraham Haddad, né le 27 janvier 1935 à Colombes, et mort en octobre 1999 à Bordeaux, est un faussaire et marchand d'art français.
Il eut recours à au moins 14 pseudonymes connus. Son casier judiciaire est créé en 1955 après une condamnation de 10 000 francs pour avoir émis un chèque sans provision le 5 novembre 1953. Le 18 janvier 1968, il est condamné à 4 années de prison par la justice américaine pour avoir peint et vendu des faux tableaux.

## Biographie
David Stein a souvent copié des peintures dans le style de grands maîtres (Chagall, Matisse, Braque, Klee, Miró, Cocteau, Picasso). Ses clients étaient attirés par ses bas prix. 
Son activité de faussaire est mise au jour en 1966 par Chagall venu à New York pour installer deux muraux gigantesques pour le Metropolitan Opera, Le Triomphe de la musique et Les Sources de la musique, qui sont accrochés au Lincoln Center for the Performing Arts au coin de 132 West avenue et 65e rue. 
Le district attorney Joseph Stone tente d'arrêter Stein mais celui-ci s'enfuit en Californie. La traque dure une année. Stein est condamné par un grand jury à 4 ans de prison. Stone le fait régulièrement venir dans son bureau pour qu'il démontre ses talents de faussaire. Puis, expulsé vers la France, il purge des peines de prison à Fresnes.
Une relation amicale s'est installé entre David Stein et Joseph Stone, convaincu de sa culpabilité mais aussi de la culpabilité des marchands d'art. Lorsque Stein revient à New York en 1972, Stone devient sa caution morale et facilite son intégration.
Les rapports de Stein avec l'immigration américaine se compliquent et, en avril 1987, il est expulsé des États-Unis. Il se rend à Montréal et est engagé par Alan Rudolph pour le tournage du film The Moderns, où il joue le rôle d'un critique d'art et réalise les peintures de Modigliani et Degas. Pour échapper à des créanciers, en juillet 1988, il quitte précipitamment le Canada. 
En 1982, Stein rencontre le photographe Stéphane Korb. Ils deviennent des amis proches et publient de nombreux reportages sur ses activités de faussaire. Pendant dix ans, Stein livre ses confidences à Korb afin qu'il réunisse la plus importante source d'archives sur sa vie et ses activités, ce qui inclut l'histoire des faux Superman signés « Andy Warhol 1960 » et exposés au Museum of Modern Art à New York en 1989 à la mort du maître du pop art. Selon un article du New York Times, deux experts en bandes dessinées ont découvert la supercherie en visitant la rétrospective Warhol au MoMA.
Trois ans plus tard, selon le magazine VSD, David Stein met en vente à l'hôtel Drouot, avec la complicité d'un producteur de cinéma parisien, quatre faux Superman signés « Andy Warhol 1960 ». Ils sont achetés aux commissaires priseurs Binoche et Godeau par un marchand d'art italien qui n'a jamais réussi à obtenir le certificat d'authenticité de The Andy Warhol Foundation for the Visual Art, la fondation ayant été informée de la circulation des faux.
Après ces scandales, Stein essaie d'échapper à un nombre important de créanciers et fuit à travers la France.
Il meurt en 1999 à Bordeaux d'un cancer de l'estomac.

### Famille
Il a eu trois enfants avec Anne-Marie qu'il n'a jamais épousée et qui vivent à Los Angeles. Il s'est marié en 1970 avec Françoise avec qui il a eu un fils, Emmanuel.